# Idraulica agraria
L'idraulica agraria si occupa della regimazione e dell'uso dell'acqua in agricoltura. La disciplina comprende le basi teoriche dell'idraulica generale, dell'idrologia superficiale e sotterranea, del moto dell'acqua negli alvei e ne utilizza le conoscenze per la progettazione, organizzazione e gestione degli impianti di irrigazione e di drenaggio (superficiale e sotterraneo).
L'interesse della disciplina si estende anche alle sistemazioni idraulico-agrarie, che hanno lo scopo di salvaguardare dal ristagno e dall'erosione l'intero territorio, non solo quello coltivato.

## Organizzazione dell'irrigazione
A seconda delle modalità di approvvigionamento dell'acqua, da parte di ciascun utente, l'impianto irriguo può essere autonomo o collettivo. Nel primo caso, la fonte di approvvigionamento è interna all'azienda (per es. un pozzo - anche se le acque sono pubbliche e quindi soggette a regolamentazione nei prelievi); nel secondo caso l'acqua è fornita da un organismo pubblico o privato (in genere un consorzio) che distribuisce l'acqua ai singoli utenti ( Nicola Matarrese, Sistemi di esercizio degli impianti irrigui ad uso collettivo - edizione digitale (PDF), 1966.) e ( Nicola Matarrese, Gli impianti irrigui collettivi, problemi di esercizio - edizione digitale (PDF), 1971.).
I più comuni problemi che occorre risolvere per un razionale funzionamento degli impianti irrigui ad uso collettivo possono riguardare:
- la preventiva conoscenza delle dotazioni (in l/s o in m³/s) occorrenti per soddisfare le esigenze idriche delle colture di ciascuna unità territoriale del comprensorio irriguo (distretto o comizio);
- la più elevata efficienza del trasporto e consegna dell'acqua agli utenti; ( Nicola Matarrese, L'efficienza dell'irrigazione - edizione digitale (PDF), 1961.);
- mantenimento entro limiti sopportabili delle spese di esercizio ( Nicola Matarrese, L'applicazione della funzione logistica nella determinazione delle tariffe irrigue - edizione digitale (PDF), 1963.) e ( Nicola Matarrese, Dinamica dell'irrigazione e ammodernamento delle reti collettive - edizione digitale (PDF), 1981.)
- adeguate modalità organizzative ed operative per far sì che le dotazioni diventino volumi di consegna per ciascun utente.
L'area dominata da un impianto collettivo si indica comprensorio irriguo; questo è suddiviso in distretti o comizi.
L'impianto collettivo preleva l'acqua da una fonte di approvvigionamento (corso d'acqua, invaso (naturale o artificiale), falda acquifera) e la distribuisce a mezzo di apposita rete di canali o di condotte. Pertanto, nel caso di rete di distribuzione con canali, la consegna all'utente avviene attraverso una o più bocchette, nel caso di una rete di condotte in pressione, attraverso un idrante o gruppo di consegna munito di limitatore di portata e/o di pressione.
Dal punto di consegna inizia la rete aziendale di distribuzione, costituita da un distributore aziendale, dagli adacquatori (canalette o tubazioni principali) e dalle adacquatrici (canali in terra, ali mobili e simili) da cui si provvede all'adozione del metodo irriguo prescelto (infiltrazione laterale, sommersione, scorrimento, a pioggia, a microportata di erogazione: goccia, spruzzo, ecc.) ( Nicola Matarrese, Criteri di progettazione degli impianti irrigui a microportata di erogazione - edizione digitale (PDF), 1980.).
Per quanto riguarda la frequenza di consegna all'utente, esistono due principali modalità: consegna programmata (turnata) e derivazione libera "a domanda". Nella consegna periodica, l'acqua viene consegnata con un corpo d'acqua (per es. 20-40 l/s) per una durata prefissata (orario di consegna) riportata sul quadro orario di ciascun distretto sotto la responsabilità dell'acquaiolo. Nelle derivazioni libere cosiddette "a domanda" l'utente può prelevare l'acqua quando vuole nei limiti della portata e/o della pressione assegnata.

## Sistemazioni idraulico-agrarie
Le sistemazioni idraulico-agrarie hanno lo scopo di salvaguardare il terreno coltivato dalle erosioni se in pendio, o dal ristagno d'acqua se in piano.
Si distinguono perciò:
- le sistemazioni di colle;
- le sistemazioni di monte;
- le sistemazioni di piano.